# 比阿特丽斯·切普科奇
比阿特丽斯·切普科奇·西托尼克（Beatrice Chepkoech Sitonikh，1991年7月6日—）是一名专长于3000米障碍赛的肯尼亚长跑运动员。她于2018年7月刷新女子3000米障碍赛的世界纪录。她也是2015年非洲运动会1500米赛跑的铜牌得主。